# L'ultimo avviso
L'ultimo avviso (The Last Warning), noto anche come Il teatro maledetto, è un film muto del 1929, diretto da Paul Leni. La trama narra di un produttore teatrale di New York che cerca di rimettere in scena un dramma cinque anni dopo che uno dei membri originali del cast era stato assassinato in teatro. La pellicola si basa sulla piece teatrale omonima di Thomas F. Fallon andata in scena a Broadway nel 1922, a sua volta basata sul racconto House of Fear di Wadsworth Camp, padre della scrittrice Madeleine L'Engle.
Concepito come il seguito dell'acclamato Il castello degli spettri diretto da Leni nel 1927, il film venne prodotto dalla Universal Pictures. Le riprese principali si svolsero a Los Angeles nell'estate del 1928 riciclando gran parte delle scenografie utilizzate ne Il fantasma dell'Opera (1925). Il film debuttò il giorno di Natale del 1928, per poi essere distribuito nel gennaio 1929, sia come film muto sia come film parzialmente sonoro; la versione muta è l'unica giunta fino a noi. Fu l'ultimo film diretto da Leni prima della sua morte per malattia il 2 settembre 1929.

## Trama
In un teatro di Broadway durante la rappresentazione di un dramma intitolato The Snare ("La trappola"), uno degli attori, John Woodford, muore inspiegabilmente sul palco, e il suo cadavere scompare misteriosamente. Pochi indizi sussistono circa le cause del decesso, tranne il ritrovamento di alcune gocce di un liquido che sembra essere cloroformio. Circolano anche voci di un possibile "triangolo amoroso" tra Woodford e due attrici del cast come possibile motivazione della sua morte.
Cinque anni dopo la chiusura del teatro, il produttore Mike Brody decide di risolvere il mistero del delitto rimettendo in scena The Snare con i membri rimanenti del cast originale, e ricostruendo il momento dell'omicidio di Woodford. Durante le prove nel teatro abbandonato, accadono strane cose ai membri del cast, inclusi rumori minacciosi, scenografie che crollano, e un incendio inspiegabile. A Doris, la prima attrice della compagnia, viene rubata la borsa dal guardaroba; Josiah Bunce, il manager di scena, riceve un telegramma, firmato da John Woodford, dove viene messo in guardia dall'allestire lo spettacolo, e il nuovo proprietario del teatro, Arthur McHugh, riceve anche lui una visita dal fantasma di Woodford.
La produzione continua, e durante la prova generale, Harvey Carleton scompare improvvisamente dalla scena durante un blackout. Doris scorge una figura misteriosa oltre a un uomo che assomiglia a John Woodford, ma entrambi svaniscono nel nulla. Dietro un quadro appeso sul palco viene scoperta una leva che aziona una botola dove viene ritrovato Harvey incosciente. Arthur e Richard Quayle, altro membro del cast, scendono nella botola per esplorarla, e trovano un tunnel che porta dritto al camerino di Doris.
Arthur allerta la polizia in occasione della prima dello spettacolo la sera seguente. Durante la rappresentazione, un cavo elettrico a 400 volt viene scoperto essere collegato a un candelabro in scena, e Arthur si lancia su Richard per impedirgli di toccarlo durante la scena finale. L'attentatore mascherato invisibile viene scoperto nascosto in un orologio a pendolo sul palco, ma cade attraverso una botola nel pavimento subito dopo aver sparato a uno degli agenti di polizia. L'assalitore scala il teatro e getta un manichino simile a John Woodford sul palco. Quindi inizia a dondolare da una corda, ma viene ricondotto sul palcoscenico da un figurante che la taglia.
L'assalitore mascherato si scopre essere Josiah, che ha causato la morte di Woodford tramite elettrocuzione e si "celava" dietro i "fantasmi" per impedire l'uso del teatro.

## Distribuzione
Secondo l'American Film Institute, The Last Warning debuttò nelle sale cinematografiche a New York il 6 gennaio 1929. Tuttavia un'anteprima del film ebbe luogo il giorno di Natale del 1928 in varie città statunitensi, incluse Chillicothe (Missouri) e Manhattan (Kansas).
Il film venne presentato come il seguito del precedente film di Leni, Il castello degli spettri, per volere del produttore Carl Laemmle. Viene spesso considerato uno degli ultimi film muti prodotti dagli Universal Studios, ma fu distribuito anche in versione "parzialmente sonora", con l'aggiunta di effetti sonori e brevi scene parlate. Queste scene sonorizzate sono andate tutte perdute. Una delle poche copie esistenti del film è conservata presso la George Eastman House Motion Picture Collection.

### Restauro
Nel 2016, il film è stato restaurato in digitale dalla Universal Pictures. La versione restaurata è stata proiettata il 4 giugno 2016 al San Francisco Silent Film Festival. Una seconda proiezione si svolse nel settembre 2016 durante il Cinecon Classic Film Festival di Los Angeles.